# ادوارد بر
ادوارد بر (به انگلیسی: Edward Behr؛ ۱۹۲۶ تا ۲۰۰۷ میلادی) روزنامه‌نگار و خبرنگار جنگی از پدر و مادری یهودی روس بود معروف‌ترین اثر وی آخرین امپراتور بود. این کتاب به زندگی پویی آخرین امپراتور چین می‌پردازد. بر اساس همین کتاب فیلمی با همین نام در ۱۹۸۷ میلادی ساخته شد.